# Liste des chapitres de Détective Conan
La liste des chapitres de Détective Conan est coupée en trois articles :
- la 1re partie traite des tomes 1 à 40 ;
- la 2e partie traite des tomes 41 à 80 ;
- la 3e partie traite des tomes 81 à aujourd'hui.

Cette page présente la liste des volumes spéciaux Tokubetsu-hen et des anime comics.

## Tokubetsu-hen
Une édition spéciale du manga dessinée par les assistants de Gōshō Aoyama a vu le jour depuis janvier 1997.
| no | Japonais         | Japonais          |
| no | Date de sortie   | ISBN              |
| -- | ---------------- | ----------------- |
| 1  | 28 janvier 1997  | 4-09-142531-3     |
| 2  | 28 octobre 1997  | 4-09-142532-1     |
| 3  | 28 novembre 1997 | 4-09-142533-X     |
| 4  | 18 mars 1998     | 4-09-142534-8     |
| 5  | 18 avril 1998    | 4-09-142535-6     |
| 6  | 28 janvier 1998  | 4-09-142536-4     |
| 7  | 26 avril 1999    | 4-09-142537-2     |
| 8  | 7 août 1999      | 4-09-142538-0     |
| 9  | 18 décembre 1999 | 4-09-142539-9     |
| 10 | 28 mars 2000     | 4-09-142540-2     |
| 11 | 27 mai 2000      | 4-09-142781-2     |
| 12 | 25 décembre 2000 | 4-09-142782-0     |
| 13 | 28 mai 2001      | 4-09-142783-9     |
| 14 | 28 août 2001     | 4-09-142784-7     |
| 15 | 28 mars 2002     | 4-09-142785-5     |
| 16 | 28 août 2002     | 4-09-142786-3     |
| 17 | 28 janvier 2003  | 4-09-142787-1     |
| 18 | 28 mars 2003     | 4-09-142788-X     |
| 19 | 28 mai 2003      | 4-09-142789-8     |
| 20 | 24 décembre 2003 | 4-09-142790-1     |
| 21 | 1er avril 2004   | 4-09-143191-7     |
| 22 | 27 août 2004     | 4-09-143192-5     |
| 23 | 24 décembre 2004 | 4-09-143193-3     |
| 24 | 28 mars 2005     | 4-09-143194-1     |
| 25 | 26 avril 2005    | 4-09-143195-X     |
| 26 | 24 décembre 2005 | 4-09-140079-5     |
| 27 | 27 février 2006  | 4-09-140094-9     |
| 28 | 27 octobre 2006  | 4-09-140255-0     |
| 29 | 25 décembre 2006 | 4-09-140315-8     |
| 30 | 28 novembre 2007 | 978-4-09-140415-2 |
| 31 | 25 décembre 2007 | 978-4-09-140457-2 |
| 32 | 27 novembre 2008 | 978-4-09-140730-6 |
| 33 | 25 décembre 2008 | 978-4-09-140745-0 |
| 34 | 28 juillet 2009  | 978-4-09-140813-6 |
| 35 | 25 décembre 2009 | 978-4-09-140878-5 |
| 36 | 28 juillet 2010  | 978-4-09-141056-6 |
| 37 | 28 novembre 2011 | 978-4-09-141368-0 |
| 38 | 27 juillet 2012  | 978-4-09-141460-1 |
| 39 | 28 octobre 2014  | 978-4-09-141830-2 |
| 40 | 28 décembre 2015 | 978-4-09-142108-1 |
| 41 | 28 octobre 2016  | 978-4-09-142237-8 |
| 42 | 28 juillet 2017  | 978-4-09-142409-9 |
| 43 | 28 mai 2018      | 978-4-09-142674-1 |
| 44 | 26 avril 2019    | 978-4-09-143015-1 |
| 45 | 28 avril 2020    | 978-4-09-143185-1 |
| 46 | 28 avril 2021    | 978-4-09-143299-5 |
| 47 | 27 avril 2022    | 978-4-09-143394-7 |
| 48 | 26 mai 2023      | 978-4-09-143614-6 |
| 49 | 26 avril 2024    | 978-4-09-143714-3 |

## Anime comics
| n° | Titre | Date de sortie                            | Date de sortie                             |
| n° | Titre | Première partie                           | Seconde partie                             |
| -- | --- | ----------------------------------------- | ------------------------------------------ |
| 1  | Détective Conan : Le Gratte-Ciel infernal Meitantei Conan: Tokei Jikake no matenrou (名探偵コナン 時計じかけの摩天楼)               | 18 septembre 1997 (ISBN 4-09-124871-3)    | 18 octobre 1997 (ISBN 4-09-124872-1)       |
| 2  | Détective Conan : La Quatorzième Cible Meitantei Conan: Jūyon banme no Tagetto (名探偵コナン 14番目の標的)                          | 18 septembre 1998 (ISBN 4-09-124873-X)    | 17 octobre 1998 (ISBN 4-09-124874-8)       |
| 3  | Détective Conan : Le Magicien de la fin du siècle Meitantei Conan: Seikimatsu no Majutsushi (名探偵コナン 世紀末の魔術師)           | 18 septembre 1999 (ISBN 4-09-124875-6)    | 18 octobre 1999 (ISBN 4-09-124876-4)       |
| 4  | Détective Conan : Mémoire assassine Meitantei Conan: Hitomi no Naka no Ansatsusha (名探偵コナン 瞳の中の暗殺者)                     | 18 septembre 2000 (ISBN 4-09-124877-2)    | 18 octobre 2000 (ISBN 4-09-124878-0)       |
| 5  | Détective Conan : Décompte aux cieux Meitantei Conan: Tengoku he no Count Down (名探偵コナン 天国へのカウントダウン)                | 17 novembre 2001 (ISBN 4-09-124879-9)     | 18 décembre 2001 (ISBN 4-09-124880-2)      |
| 6  | Détective Conan : Le Fantôme de Baker Street Meitantei Konan: Beikā Sutorīto no Bōrei (名探偵コナン ベイカー街（ストリート）の亡霊) | 18 octobre 2002 (ISBN 4-09-126851-X)      | 18 novembre 2002 (ISBN 4-09-126852-8)      |
| 7  | Détective Conan : Croisement dans l'ancienne capitale Meitantei Konan: Meikyuu no Crossroad (名探偵コナン 迷宮の十字路)             | 18 novembre 2003 (ISBN 4-09-127751-9)     | 18 décembre 2003 (ISBN 4-09-127752-7)      |
| 8  | Détective Conan : Le Magicien du ciel argenté Meitantei Konan: Ginyoku no Kijutsushi (名探偵コナン 銀翼の奇術師)                    | 18 novembre 2004 (ISBN 4-09-127753-5)     | 17 décembre 2004 (ISBN 4-09-127754-3)      |
| 9  | Détective Conan : Stratégie en profondeur Meitantei Konan: Suihei Senjou no Sutorateeji (名探偵コナン 水平線上の陰謀)               | 18 novembre 2005 (ISBN 4-09-120024-9)     | 15 décembre 2005 (ISBN 4-09-120025-7)      |
| 10 | Détective Conan : Le Requiem des détectives Meitantei Konan: Tantei-tachi no Requiem (名探偵コナン 探偵たちの鎮魂歌)                | 18 novembre 2006 (ISBN 4-09-120808-8)     | 18 décembre 2006 (ISBN 4-09-120809-6)      |
| 11 | Détective Conan : Jolly Roger et le Cercueil bleu azur Meitantei Konan: Konpeki no Jorī Rojā (名探偵コナン 紺碧の棺)                | 16 novembre 2007 (ISBN 978-4-09-121194-1) | 15 décembre 2007 (ISBN 978-4-09-121195-8)  |
| 12 | Détective Conan : La Mélodie de la peur Meitantei Konan: Senritsu no Furu Sukoa (名探偵コナン 戦慄の楽譜)                           | 18 novembre 2008 (ISBN 978-4-09-121475-1) | 18 décembre 2008 (ISBN 978-4-09-121476-8)  |
| 13 | Détective Conan : Le Chasseur noir de jais Meitantei Konan: Shikkoku no Cheisā (名探偵コナン 漆黒の追跡者)                          | 18 novembre 2009 (ISBN 978-4-09-122057-8) | 18 décembre 2009 (ISBN 978-4-09-122058-5)  |
| 14 | Détective Conan : L'Arche du Ciel Meitantei Konan: Tenkuu no Rosuto Shippu (名探偵コナン 天空の難破船)                              | 18 novembre 2010 (ISBN 978-4-09-122574-0) | 17 décembre 2010 (ISBN 978-4-09-122575-7)  |
| 15 | Détective Conan : Les Quinze Minutes de silence Meitantei Konan Chinmoku no Quootaa (名探偵コナン 沈黙の15分)                       | 18 novembre 2011 (ISBN 978-4-09-122574-0) | 14 décembre 2011 (ISBN 978-4-09-122575-7)  |
| 16 | Détective Conan : Le Onzième Attaquant Meitantei Konan Juuichininme no Sutoraikā (名探偵コナン 11人目のストライカー)                | 16 novembre 2012 (ISBN 978-4-09-124106-1) | 18 décembre 2012 (ISBN 978-4-09-124107-8)  |
| 17 | Détective Conan : Un détective privé en mer lointaine Meitantei Conan Zekkai no Puraibēto Ai (名探偵コナン 絶海の探偵)              | 18 novembre 2013 (ISBN 978-4-09-124537-3) | 18 novembre 2013 (ISBN 978-4-09-124538-0)  |
| HS | Lupin III contre Détective Conan: The Movie Rupan Sansei Bāsasu Meitantei Konan The Movie (ルパン三世VS名探偵コナン The Movie)      | 18 août 2014 (ISBN 978-4-09-125220-3)     | 18 septembre 2014 (ISBN 978-4-09-125233-3) |
| 18 | Détective Conan : Le Sniper dimensionnel Meitantei Conan: Ijigen no Sniper (名探偵コナン 異次元の狙撃手)                            | 18 novembre 2014 (ISBN 978-4-09-125549-5) | 18 décembre 2014 (ISBN 978-4-09-125550-1)  |
| 19 | Détective Conan : Les tournesols des flammes infernales Meitantei Conan: Gōka no Himawari (名探偵コナン 業火の向日葵)               | 18 novembre 2015 (ISBN 978-4-09-126584-5) | 18 novembre 2015 (ISBN 978-4-09-126585-2)  |
| 20 | Detective Conan: The Darkest Nightmare Meitantei Konan: Junkoku no Naitomea (名探偵コナン 純黒の悪夢)                               | 18 octobre 2016 (ISBN 978-4-09-127450-2)  | 18 octobre 2016 (ISBN 978-4-09-127451-9)   |

Le troisième film d'animation, Détective Conan : Le Magicien de la fin du siècle, a également été adapté en un manga de trois tomes dessiné par Yutaka Abe et Jirо̄ Maruden entre 2012 et 2013,,.

### Tokubetsu-hen
1. 1 2  Tome 1
2. 1 2  Tome 2
3. 1 2  Tome 3
4. 1 2  Tome 4
5. 1 2  Tome 5
6. 1 2  Tome 6
7. 1 2  Tome 7
8. 1 2  Tome 8
9. 1 2  Tome 9
10. 1 2  Tome 10
11. 1 2  Tome 11
12. 1 2  Tome 12
13. 1 2  Tome 13
14. 1 2  Tome 14
15. 1 2  Tome 15
16. 1 2  Tome 16
17. 1 2  Tome 17
18. 1 2  Tome 18
19. 1 2  Tome 19
20. 1 2  Tome 20
21. 1 2  Tome 21
22. 1 2  Tome 22
23. 1 2  Tome 23
24. 1 2  Tome 24
25. 1 2  Tome 25
26. 1 2  Tome 26
27. 1 2  Tome 27
28. 1 2  Tome 28
29. 1 2  Tome 29
30. 1 2  Tome 30
31. 1 2  Tome 31
32. 1 2  Tome 32
33. 1 2  Tome 33
34. 1 2  Tome 34
35. 1 2  Tome 35
36. 1 2  Tome 36
37. 1 2  Tome 37
38. 1 2  Tome 38
39. 1 2  Tome 39
40. 1 2  Tome 40
41. 1 2  Tome 41
42. 1 2  Tome 42
43. 1 2  Tome 43
44. 1 2  Tome 44
45. 1 2  Tome 45
46. 1 2  Tome 46
47. 1 2  Tome 47
48. 1 2  Tome 48
49. 1 2  Tome 49

### Anime comics
1. 1 2  Le Gratte-Ciel infernal 1
2. 1 2  Le Gratte-Ciel infernal 2
3. 1 2  La Quatorzième Cible 1
4. 1 2  La Quatorzième Cible 2
5. 1 2  Le Magicien de la fin du siècle 1
6. 1 2  Le Magicien de la fin du siècle 2
7. 1 2  Mémoire assassine 1
8. 1 2  Mémoire assassine 2
9. 1 2  Décompte aux cieux 1
10. 1 2  Décompte aux cieux 2
11. 1 2  Le Fantôme de Baker Street 1
12. 1 2  Le Fantôme de Baker Street 2
13. 1 2  Croisement dans l'ancienne capitale 1
14. 1 2  Croisement dans l'ancienne capitale 2
15. 1 2  Le Magicien du ciel argenté 1
16. 1 2  Le Magicien du ciel argenté 2
17. 1 2  Stratégie en profondeur 1
18. 1 2  Stratégie en profondeur 2
19. 1 2  Le Requiem des détectives 1
20. 1 2  Le Requiem des détectives 2
21. 1 2  Jolly Roger et le Cercueil bleu azur 1
22. 1 2  Jolly Roger et le Cercueil bleu azur 2
23. 1 2  La Mélodie de la peur 1
24. 1 2  La Mélodie de la peur 2
25. 1 2  Le Chasseur noir de jais 1
26. 1 2  Le Chasseur noir de jais 2
27. 1 2  L'Arche du Ciel 1
28. 1 2  L'Arche du Ciel 2
29. 1 2  Les Quinze Minutes de silence 1
30. 1 2  Les Quinze Minutes de silence 2
31. 1 2  Le Onzième Attaquant 1
32. 1 2  Le Onzième Attaquant 2
33. 1 2  Un détective privé en mer lointaine 1
34. 1 2  Un détective privé en mer lointaine 2
35. 1 2  Lupin III contre Détective Conan: The Movie 1
36. 1 2  Lupin III contre Détective Conan: The Movie 2
37. 1 2  Détective Conan : Le Sniper dimensionnel 1
38. 1 2  Détective Conan : Le Sniper dimensionnel 2
39. 1 2  Détective Conan : Les tournesols des flammes infernales 1
40. 1 2  Détective Conan : Les tournesols des flammes infernales 2
41. 1 2  Detective Conan: The Darkest Nightmare 1
42. 1 2  Detective Conan: The Darkest Nightmare 2